# Forskningsassistent
En forskningsassistent fungerar som en assistent till ansvarig forskare och deltar därför i ett forskningsprojekt/undervisning. Behörighetskraven varierar mellan olika ämnesområden, inom exempelvis naturvetenskapliga forskningsfält krävs oftast minst en treårig högskoleutbildning. Motsvarande engelsk titel är "research assistant". 
Forskningsassistent ska inte förväxlas med den tidigare universitetstjänsten forskarassistent (kan också förkortas foass) som var en fyra- eller femårig tjänst som tillsattes i konkurrens mellan forskare med doktorsexamen.